# L'Étang-la-Ville
L'Étang-la-Ville è un comune francese di 4 942 abitanti situato nel dipartimento degli Yvelines nella regione dell'Île-de-France.
È ubicato nel cuore della foresta demaniale di Marly, cinque chilometri a sud-ovest di Saint-Germain-en-Laye e a una decina di chilometri da Versailles.
Il territorio comunale è urbanizzato per un terzo della superficie complessiva; i due terzi rimanenti sono occupati dalla foresta.

## Storia
Il sito era popolato già in epoca preistorica, come testimoniano i resti di un complesso di dolmen, rinvenuto nel XIX secolo e conosciuto come Cher Arpent e il menhir dell'Haute Pierre, oggi scomparso.
Il toponimo deriva dalla presenza di uno stagno che occupava la valle ove oggi sorge il centro urbano. Il nome latino era Stagno-Villa e il primo nome che fu assegnato al comune fu L'Étang-les-Sources
Fu occupata dai Prussiani durante il periodo 1870 - 1871.

## Altri progetti

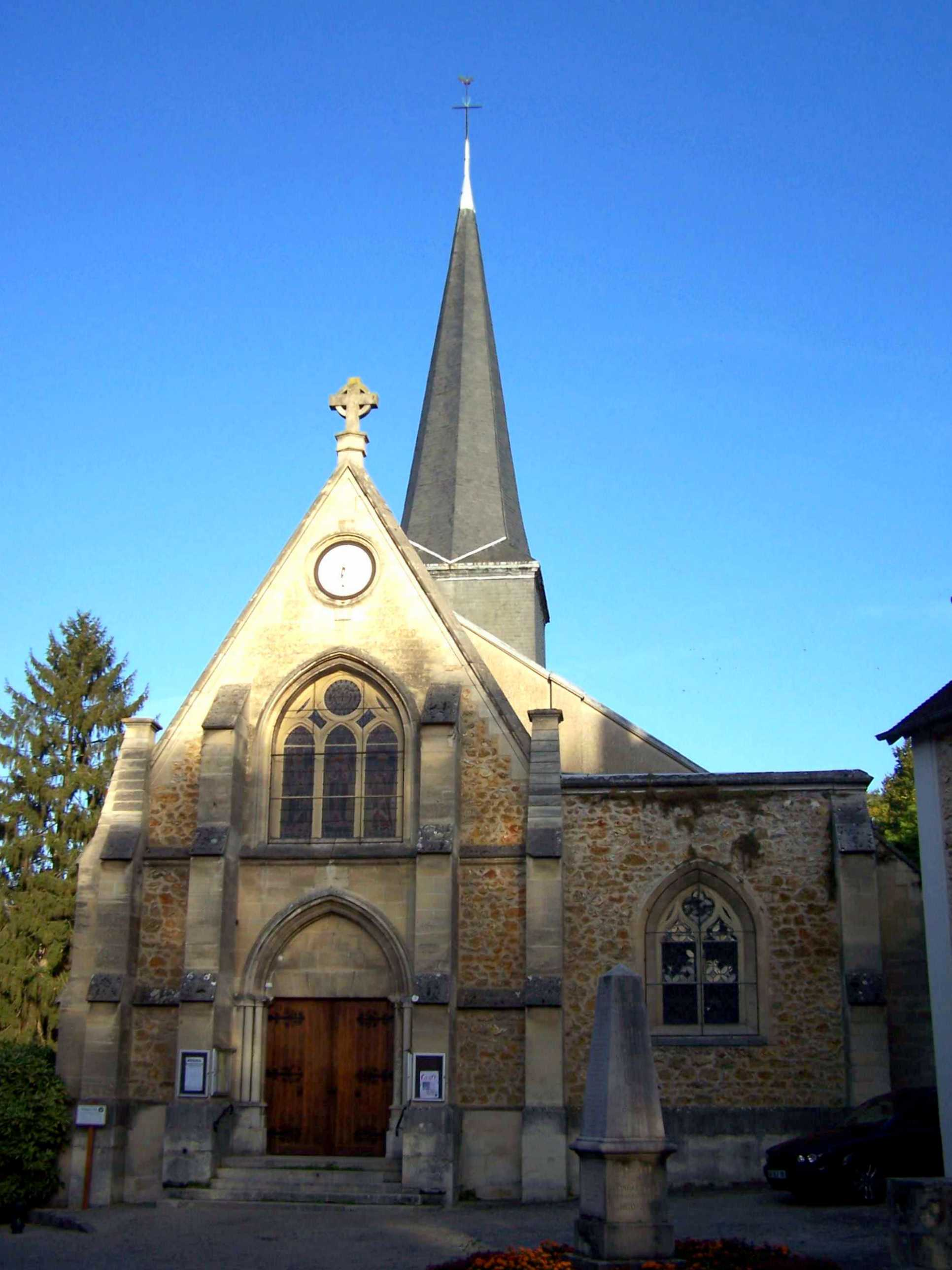
Una chiesa di L'Etang-la-Ville

## Società

### Evoluzione demografica
Abitanti censiti